# Cougars de Saint-Ouen-l'Aumône
I Cougars de Saint-Ouen-l'Aumône sono una squadra di football americano di Saint-Ouen-l'Aumône, in Francia.

## Storia
La squadra è stata fondata nel 1989 come Firebirds Saint-Ouen-l'Aumône; ha successivamente cambiato nome in Mustangs Saint-Ouen-l'Aumône, per assumere infine il nome attuale. Ha vinto 2 volte il Casco di Diamante, una volta il Casco d'Oro (torneo di seconda divisione) e due campionati regionali (torneo di quarta divisione).

## Dettaglio stagioni

### Tornei nazionali

#### Campionato

##### Division Élite
| Stagione | regular season | regular season | regular season | regular season | regular season | regular season | playoff | playoff | playoff | playoff | playoff | playoff           | playoff                  |
|          | Vin            | Par            | Per            | Tot            | PF             | PS             | Vin     | Per     | Tot     | PF      | PS      | risultato         | avversaria               |
| -------- | -------------- | -------------- | -------------- | -------------- | -------------- | -------------- | ------- | ------- | ------- | ------- | ------- | ----------------- | ------------------------ |
| 2011     | 4              | 1              | 5              | 10             | 297            | 259            | -       | -       | -       | -       | -       | -                 | -                        |
| 2012     | 1              | 0              | 9              | 10             | 71             | 248            | 1       | 0       | 1       | 46      | 21      | Non retrocessi    | Templiers d'Élancourt    |
| 2013     | 4              | 1              | 5              | 10             | 204            | 220            | -       | -       | -       | -       | -       | -                 | -                        |
| 2014     | 5              | 0              | 3              | 8              | 312            | 198            | -       | -       | -       | -       | -       | -                 | -                        |
| 2015     | 9              | 1              | 0              | 10             | 340            | 175            | 2       | 0       | 2       | 65      | 33      | Campioni          | Black Panthers de Thonon |
| 2016     | 7              | 0              | 2              | 9              | 251            | 172            | 2       | 0       | 2       | 55      | 38      | Campioni          | Dauphins de Nice         |
| 2017     | 5              | 0              | 5              | 10             | 299            | 298            | 0       | 1       | 1       | 22      | 34      | Semifinale        | Black Panthers de Thonon |
| 2018     | 5              | 1              | 4              | 10             | 302            | 182            | -       | -       | -       | -       | -       | -                 | -                        |
| 2019     | 6              | 0              | 4              | 10             | 187            | 133            | 2       | 1       | 3       | 70      | 57      | Casque de Diamant | Black Panthers de Thonon |
| 2020     | 0              | 0              | 3              | 3              | 34             | 98             | -       | -       | -       | -       | -       | -                 | -                        |
| 2022     | 5              | 0              | 5              | 10             | 292            | 227            | 1       | 1       | 2       | 37      | 64      | Semifinale        | Flash de La Courneuve    |
| 2023     | 2              | 1              | 7              | 10             | 149            | 238            | -       | -       | -       | -       | -       | -                 | -                        |
| 2024     | 3              | 0              | 7              | 10             | 79             | 313            | -       | -       | -       | -       | -       | -                 | -                        |
| Totale   | 56             | 5              | 59             | 120            | 2817           | 2761           | 8       | 3       | 11      | 295     | 247     |                   |                          |

Fonti: Enciclopedia del Football - A cura di Massimo Mezzetti

### Tornei internazionali

#### EFAF Cup
| Stagione | regular season | regular season | regular season | regular season | regular season | regular season | playoff | playoff | playoff | playoff | playoff | playoff   | playoff    |
|          | Vin            | Par            | Per            | Tot            | PF             | PS             | Vin     | Per     | Tot     | PF      | PS      | risultato | avversaria |
| -------- | -------------- | -------------- | -------------- | -------------- | -------------- | -------------- | ------- | ------- | ------- | ------- | ------- | --------- | ---------- |
| 2011     | 1              | 0              | 1              | 2              | 97             | 47             | -       | -       | -       | -       | -       | -         | -          |
| Totale   | 1              | 0              | 1              | 2              | 97             | 47             | -       | -       | -       | -       | -       |           |            |

Fonti: Enciclopedia del Football - A cura di Massimo Mezzetti

### Riepilogo fasi finali disputate
| Anno           | Luogo             | Evento         | Fase del torneo   | Incontro                                                  | Risultato |
| 10 giugno 2012 |                   | Division Élite | Playout           | Cougars de Saint-Ouen-l'Aumône - Templiers d'Élancourt    | 46 - 21   |
| 20 giugno 2015 | Parigi            | Division Élite | Casque de Diamant | Cougars de Saint-Ouen-l'Aumône - Black Panthers de Thonon | 28 - 7    |
| 25 giugno 2016 | Mont-de-Marsan    | Division Élite | Casque de Diamant | Cougars de Saint-Ouen-l'Aumône - Dauphins de Nice         | 28 - 17   |
| 17 giugno 2017 | Thonon-les-Bains  | Division Élite | Semifinale        | Black Panthers de Thonon - Cougars de Saint-Ouen-l'Aumône | 34 - 22   |
| 29 giugno 2019 | Villeneuve-d'Ascq | Division Élite | Casque de Diamant | Cougars de Saint-Ouen-l'Aumône - Black Panthers de Thonon | 7 - 24    |
| 25 giugno 2022 |                   | Division Élite | Semifinale        | Flash de La Courneuve - Cougars de Saint-Ouen-l'Aumône    | 34 - 2    |

## Palmarès
- 2 Casco di Diamante (2015, 2016)
- 1 Casco d'Oro (1999)
- 1 Campionato regionale Île de France (2013)
- 1 Campionato regionale Champagne-Ardenne (1999)
- 1 Campionato juniores a 11 (2009)
- 3 Campionati juniores a 9 (2001-2002, 2002-2003, 2008)
- 2 Campionati cadetti (2005, 2006)